# Josef Stanislav Menšík
Josef Stanislav Menšík (20. září 1811 Menhartice – 6. února 1862 Brno) byl moravský spisovatel, sběratel pohádek a pověstí a národní buditel.

## Život
Menšík se narodil 20.9.1811 v Menharticích č. 16. Podle matričního záznamu o úmrtí a pohřbu zemřel Menšík v Brně dne 6. 2. 1862 ve věku 45 let; podle toho by se měl narodit až v roce 1817.
Josef Stanislav byl nejstarší syn krejčovského mistra Jana Menšíka a Marie, rozené Hronové. Do Jemnice se rodina Menšíkova přistěhovala před rokem 1814, kdy si ji za své působiště zvolil Josefův otec Jan, krejčovský mistr, i proto, že v té době tam již žili jeho sestra Josefa (Jemnice č. 140) a bratr Václav (Jemnice č. 135). Zprvu rodina bydlela v domě č. 88, kde se narodil Josefův bratr Jan Nepomuk Ambrož (7. 12.1814– 1815) a sestra Františka Mariana (2. 4.1816). Již v roce 1816 otec koupil dům č. 29 a stal se plnohodnotným měšťanem. Ke třem dětem přibyli další potomci: Jiří (26. 12. 1817) a Marie Apolonie (2. 2. 1821).
Základní vzdělání Josef získal v Jemnici. Později studoval na gymnáziu ve Znojmě. Za svého studia se seznámil s latinským spisem Mars Moravicus. Jeho autor, Tomáš Pešina z Čechorodu, viděl  počátky Jemnice už za římských časů. Dále v něm psal, že za knížete Svatopluka byla Jemnice velkou pevností, za jejímiž valy velkomoravská vojska odrážela útoky Franků. Tyto „smyšlenky“, což se ovšem prokázalo až v době pozdější, vyvolaly v duši vnímavého, dozrávajícího mladíka hrdost k městu, ve kterém prožil dětství a později žil, pracoval a vlastnil dům. Proto v titulatuře svých spisů používá přídomek „měšťan Jemnický“.
Část svého života pobýval v cizině, až roku 1848 se vrátil zpět do Jemnice. Na návrat v tomto roce se usuzuje z toho, že v něm jako důvěrník 72 jemnických měšťanů, spolu s Janem Böhmem, předložil zemské vládě v Brně prosbu o rozdělení městského lesa Javor mezi jednotlivé sousedy (měšťany). Prosbě nebylo vyhověno. Protože mluvil a psal česky, německy a maďarsky, v malé městské společnosti zaujal relativně slušné místo – stal se městským písařem.
Menšík se do Jemnice nevrátil sám. S ním přišel i pětiletý syn Julius (1843). Dne 1. června 1851 se Josef Menšík znovu oženil, jeho již třetí manželkou se stala Alžběta, dcera zemřelého řeznického mistra v Jemnici Jakuba Sušického a jeho manželky Františky. Menšíkův otec Jan jim přenechal dům č. 29 a do konce svého života žil v domě Alžbětiny matky Františky (č. 47), kde zemřel 18. února 1853 ve věku 76 let. Z manželství se narodila dcera Alžběta (10. 1. 1854); ve sčítacím operátu z roku 1857 je uveden mylný rok jejího narození 1853.
Menšík byl známou osobností moravského národního hnutí 19. století. Hlásil se vždy k moravskému vlastenectví. Počátky těchto jeho aktivit spadají do roku 1849, kdy měl velký podíl na založení prvního vlasteneckého spolku ve městě s názvem „Čtenářská jednota sv. Víta v Jemnici“. Krátký čas mu i předsedal. Spolku patřila malá veřejná knihovna českých knih, z nichž větší část jednotě daroval sám Menšík. Spolek údajně zanikl v roce 1866. V roce 1850 na základě jeho pozvání Beneš Method Kulda, který v té době působil jako kaplan ve Starém Hobzí, přednesl o pouti sv. Víta k věřícím kázání. Podle pamětníků mnozí „účastníci mše ponejprv slyšeli jadrnou promluvu v mateřském jazyce“, v níž je kazatel nabádal, aby měli v úctě jazyk předků a milovali drahou vlast. Tím ale spolupráce obou buditelů nekončila. Později (roku 1856) Kulda upravil pohádky a pověsti, které Menšík sebral v okolí Jemnice, a vydal je jako druhý díl prvního vydání svých Moravských pohádek pod názvem Moravské národní pohádky a pověsti z okolí Jemnického. Počet výtisků byl malý, o knihu byl zájem a tak ji Menšík o dva roky později (1858) vydal znovu sám. Naposledy pohádky vyšly v roce 1983.
Radnice města v té době byla v německých rukách a aktivity tohoto druhu patrně nebyly některým příslušníkům tehdejší jemnické maloměstské společnosti po chuti. Proto se údajně v roce 1858 (při sčítání roku 1857 ještě žil v Jemnici) Menšík odstěhoval do Brna, kde přijal místo úředníka na moravském místodržitelství. Byl však činný i v Matici moravské a přispíval do Moravských novin a časopisu Lumír.
Menšík nebyl jen pravidelným dopisovatelem do novin, ale měl i spisovatelské nebo spíše sběratelské ambice – sbíral a sepisoval lidové pohádky a pověsti. Na rozdíl od jiných buditelů, např. Erbena nebo Němcové, je nebeletrizoval, ale jen dokumentárně reprodukoval. Celkem sebral a následně vydal 125 pohádek, pověstí, vyprávění a bajek a další desítky jich nebyly zpracovány a zůstaly jen v poznámkách.
Menšík měl také zájmy hospodářské, dobročinné, kulturní a vlastivědné. Lze ocenit i jeho humánní přístup ke zvířatům včetně podílu na založení spolků bojujících na Moravě organizovaně proti týrání zvířat. Tato přemíra osobních zálib mu zřejmě bránila v některé oblasti výrazněji vyniknout.
Dne 19. února 1862 noviny Moravan přinesly zprávu, že Josef Menšík zemřel 6. února toho roku. Moravské noviny začátkem dubna 1862 ve zprávě ze sezení moravského zemského výboru sdělily, že vdově po zemřelém ingrosistovi (kancelářském úředníkovi) zemské účtárny Josefu Menšíkovi se povolila podpora 50 zlatých.

### Tvorba
Menšík psal česky i německy a byl spíše písmák než spisovatel. Po knize Moravské národní pohádky a pověsti z okolí Jemnického pokračoval dalšími díly: Moravské národní pohádky a pověsti z okolí Telčského, Moravské národní pohádky a pověsti z okolí Dačického aj. Do sebraných pohádek a pověstí nejednou vkládal lokální historické údaje a občas didaktické či mravoučné prvky. Kritika mu vytýkala, „že nekriticky sbírá různé zprávy bez výběru a má mnoho mravoučných a historických povídek podezřelého původu“. Díky těmto poznámkám ale zůstalo zachováno něco z toho, co měl v té době k dispozici, ale během času vzalo za své – např. opis „Listu Puthy z Lychtenburgka z roku 1480“. Menšík se pokusil zpracovat dějiny města Jemnice. Rukopis obsahoval 240 číslovaných stran a po dlouhá desetiletí byl uložen ve farním archivu v Jemnici. Roku 1859 vydal knížečku, věnovanou hlavním poutním místům na Moravě. Z historického hlediska je cenná jeho stať nazvaná „Slavnost Svatovítská v Jemnici na Moravě“, která vyšla v roce 1853 v časopise Lumír.
Díky dvěma skutečnostem se Menšík udržel dodnes v povědomí obyvatel Jemnice a jejího okolí. První z nich je pohádka „O Budulínkovi“ (tato krátká, z části vyprávěná a z části zpívaná pohádka měla několik verzí, které se od sebe lišily jen počtem lištiček; když ji např. vyprávěly babičky, byl jejich počet vyšší, aby pohádka trvala déle). Druhou je „Slavnost Svatovítská v Jemnici“, která se koná každoročně již více než 300 roků; označení „Barchan“ poprvé použil až Menšík. Úvodem slavnosti zpravidla vystupují představitelé města, ve svém projevu se zabývají jeho původem a historií a obvykle se zmíní i o Menšíkovi jako zdroji svých informací.

## Dílo – výběr
- Konské maso může se jísti: swobodné slowo k ponaučení obecenstwa a na odpor protiwníkům – Ondřej Khuen; zčeštil a rozmnožil Jozef Stanislaw Menšík. Jindřichův Hradec: A. J. Landfras, 1854[6]
- Stručný dějepis města a panství Telče – vypravuje Jan Kypta. Brno: J. S. Menšík, 1857[7]
- Prawdiwé příběhy o lidech na pohled mrtwých, za žiwa pochowaných a w hrobě obžiwlých: s připojeným ponaučením o prohlížení mrtwol a kterak na pohled mrtwé křísiti ... – podal. Brno: Wilém Burkart, 1858[8]
- Moravské národní pohádky a pověsti z okolí Jemnického (1858) – předmluva Beneš Metod Kulda, sebral a vydal J. S. Menšík.[9]
- Kvítečka z Marianského slávověnce sebraná od vlasteneckých poutníkův – vydal. Brno: W. Burkart,1859[10]
- Minulost a přítomnost města Jemnice[5]
- Moravské národní pohádky a pověsti z okolí Telčského (1862) – pořádal a vydal. [11]